# Argotti Botanic Gardens
Die Argotti Botanic Gardens oder Argotti Botanical Gardens (maltesisch L-Gnien tal-Argotti) sind der Botanische Garten der Universität Malta in Floriana auf der maltesischen Hauptinsel Malta. Sie sind unter der Nummer 1147 im National Inventory of the Cultural Property of the Maltese Islands verzeichnet und stehen als Grade-1-Denkmal unter Denkmalschutz.

## Geschichte
Die Anlage geht zurück auf zwei im 18. Jahrhundert angelegte Privatgärten von Malteserrittern. Der eine davon gehörte dem Ritter und späteren Großmeister des Malteserordens Manuel Pinto de Fonseca, der andere dem Bailli Ignatius de Argote y Gusman. Nachdem Pinto de Fonseca 1741 zum Großmeister des Ordens gewählt worden war, verkaufte er seinen Garten an Argote, der ihn seinem Anteil hinzufügte. Bis zum Ende der Ordensherrschaft 1798 blieb der Garten allerdings in Privatbesitz.
Ein weiterer Ursprung der Argotti Gardens liegt in einem medizinischen Kräutergarten, den die Ordensritter 1674 in Fort St Elmo in der Nähe der Sacra Infermeria anlegten. Zu Beginn der britischen Herrschaft über Malta wurden die Heilkräuter und andere botanische Beispiele aus St. Elmo in die Il-Mall in Floriana gebracht, wo sie der Karmelit und Botaniker Carlo Giacinto, der 1805 Lehrstuhlinhaber für Naturgeschichte an der Universität Malta wurde, pflegte. Nach Giacintos Tod im Jahr 1855 wurde der Botanische Garten aus Il-Mall und anderen Plätzen in Floriana durch Stefano Zerafa, zu jener Zeit Professor für Naturgeschichte, in den Argotti Gardens zusammengeführt. Zerafa lieferte wesentliche Beiträge zur Erforschung der Flora der maltesischen Inseln. So schrieb er das erste Standardwerk zu Maltas Vegetation Thesaurus of the Flora of the Maltese Islands und war Erstbeschreiber der maltesischen Nationalpflanze Cheirolophus crassifolius. Andere bekannte maltesische Botaniker, darunter Alfred Caruana Gatto und John Borg lieferten weitere Beiträge zur Sammlung einheimischer und mediterraner Pflanzen. Auch die 1945 von Borgs Witwe der Universität Malta gestiftete Sammlung von Sukkulenten und Kakteen befindet sich in den Argotti Gardens.
Die Unterhaltung der Argotti Botanic Gardens wurde 1973 Aufgabe des Landwirtschaftsministeriums der Republik Malta, seit 1996 steht der innere Teil wieder der Universität zur Verfügung. Seitdem wurde der Garten umfassend saniert und die Pflanzensammlung umstrukturiert. Seit April 2018 ist er, nun unter der Obhut von Ambjent Malta, für die Öffentlichkeit zugänglich.

## Sammlungen
Die Sammlung lebender Pflanzen in den Argotti Botanic Gardens besteht aus beispielhaften Exemplaren wichtiger Pflanzenfamilien, die besonders angepasst an das mediterrane Klima sind. Dieses aus zwei jeweils sechs Monate dauernden Jahreszeiten, einer milden Regenzeit und einer heißen Trockenzeit, bestehende Makroklima herrscht – abgesehen vom namengebenden Mittelmeerraum – auch in der Kapregion Südafrikas, westlich der Sierra Nevada in Kalifornien, südlich der Atacama-Wüste in Chile sowie an der Küste West- und Südaustraliens. Darüber hinaus umfasst der Botanische Garten Pflanzen der Kanaren und aus Madagaskar, ferner Sukkulenten und Kakteen aus weiteren Gebieten Amerikas und Afrikas.
In den Gärten stehen einige ausgewachsene Exemplare der Arten Tetraclinis articulata (Sandarakbaum), Ficus macrophylla (Großblättrige Feige), Dracaena draco (Kanarischer Drachenbaum), Argania spinosa (Arganbaum), Pheonix rupicola (Klippen-Dattelpalme), Lagunaria patersonia (Norfolkeibisch), Tipuana tipu (Quebracho blanco alto, bolivianisches Eisenholz) und Jacaranda mimosifolia (Palisanderholzbaum). Ferner finden sich hier Exemplare von Cereus pringlei sowie eine Vielzahl sukkulenter Euphorbiaceae.
Gegliedert ist die Sammlung großenteils nach den verschiedenen Pflanzenfamilien, doch gibt es auch einen Bereich, der die verschiedenen Mikrohabitate des maltesischen Archipels mit den dazugehörigen endemischen Arten abbildet. Hier finden sich neben der Nationalpflanze Cheirolophus crassifolius auch Exemplare von Atriplex lanfrancoi, Helichrysum melitense und Darniella melitensis sowie auf den maltesischen Inseln heimische Orchideenarten. Die Sammlung der Kakteen und Sukkulenten befindet sich in einem Gewächshaus sowie auf einem Dachgarten.
Von den über 1000 Gefäßpflanzenarten der maltesischen Inseln sind hier unter anderem vertreten: Pinus halepensis (Aleppo-Kiefer), Rhamnus oleiodes, Pistacia lentiscus (Mastixstrauch), Phlomis fruticosa (Strauchiges Brandkraut), Erica multiflora (Vielblütige Heide), Euphorbia dendroides (Baum-Wolfsmilch), Myrtus communis (Myrte), Limoniastrum monopetalum (Strauch-Strandflieder) sowie die bereits genannten endemischen Pflanzen.
Der ursprünglich in der Kapregion heimische Nickende Sauerklee kam nach Malta über die Gärten von Floriana, entkam von dort und breitete sich als invasiver Neophyt über den gesamten maltesischen Archipel aus.

## Gebäude

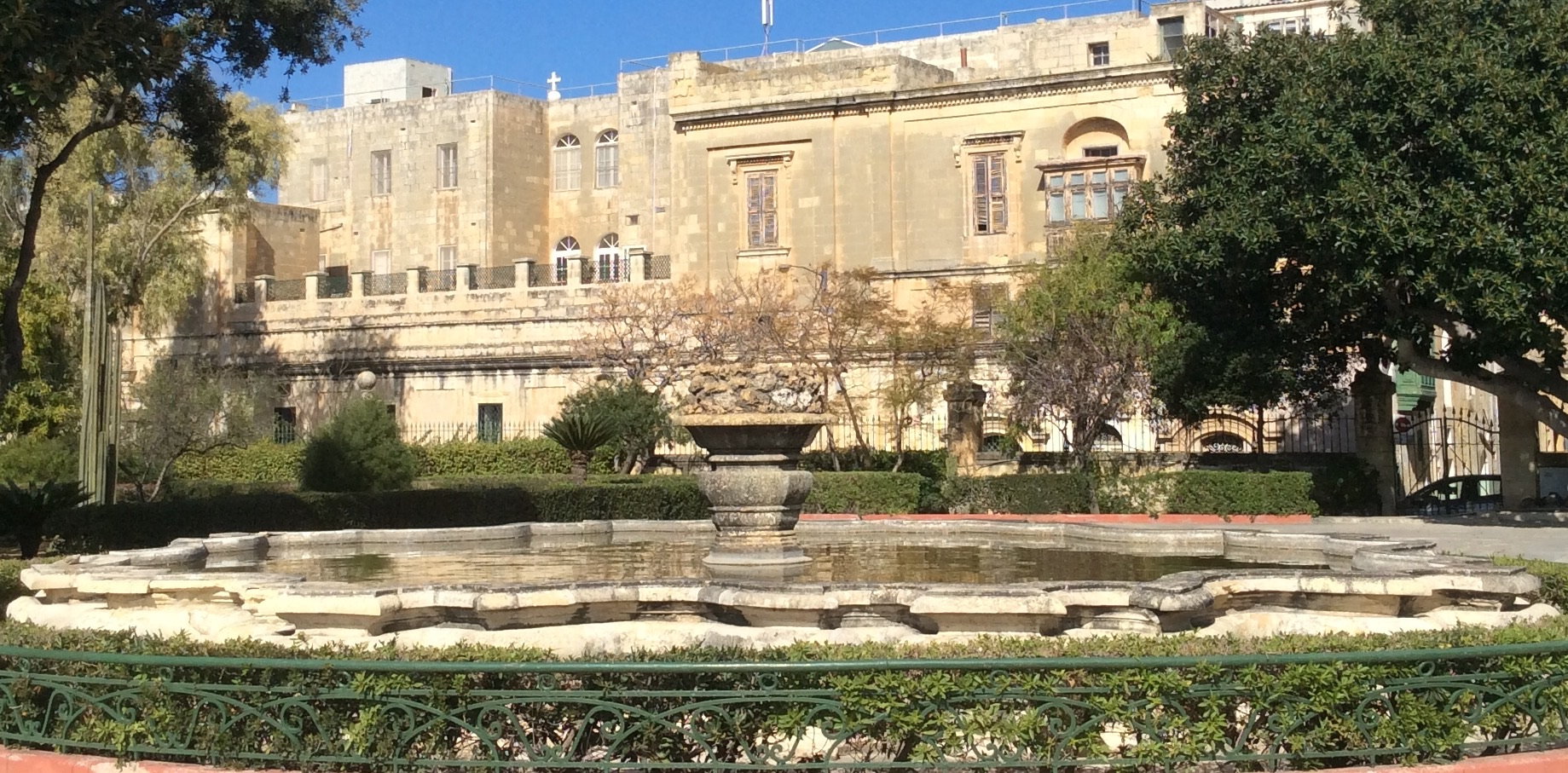
Villa in den Argotti Gardens

Zu den Gebäuden auf dem Gelände, die aus der Zeit Manuel Pinto de Fonsecas stammen, gehören ein Nymphäum im Eingangsbereich, mehrere Wasserbassins sowie eine kleine Villa, in der sich heute das Besucherzentrum befindet.